# Johann Wolff (Mediziner)
Johann Wolff (* 1554 in Marburg; † 1. Juni 1616 ebenda) war ein Professor der Medizin an der Universität Marburg und landgräflicher Leibarzt.

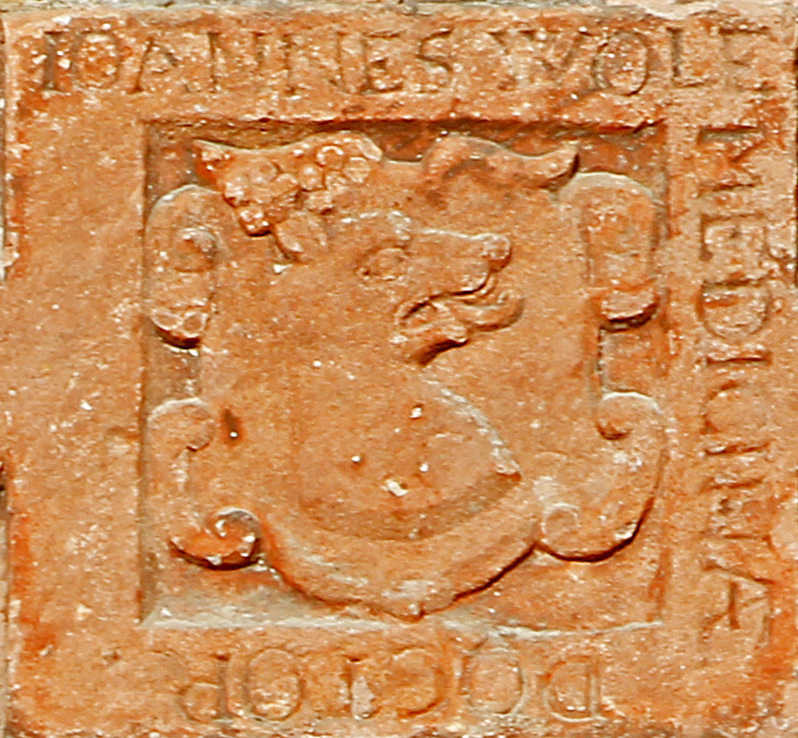
Wappen von Johann Wolff 1596

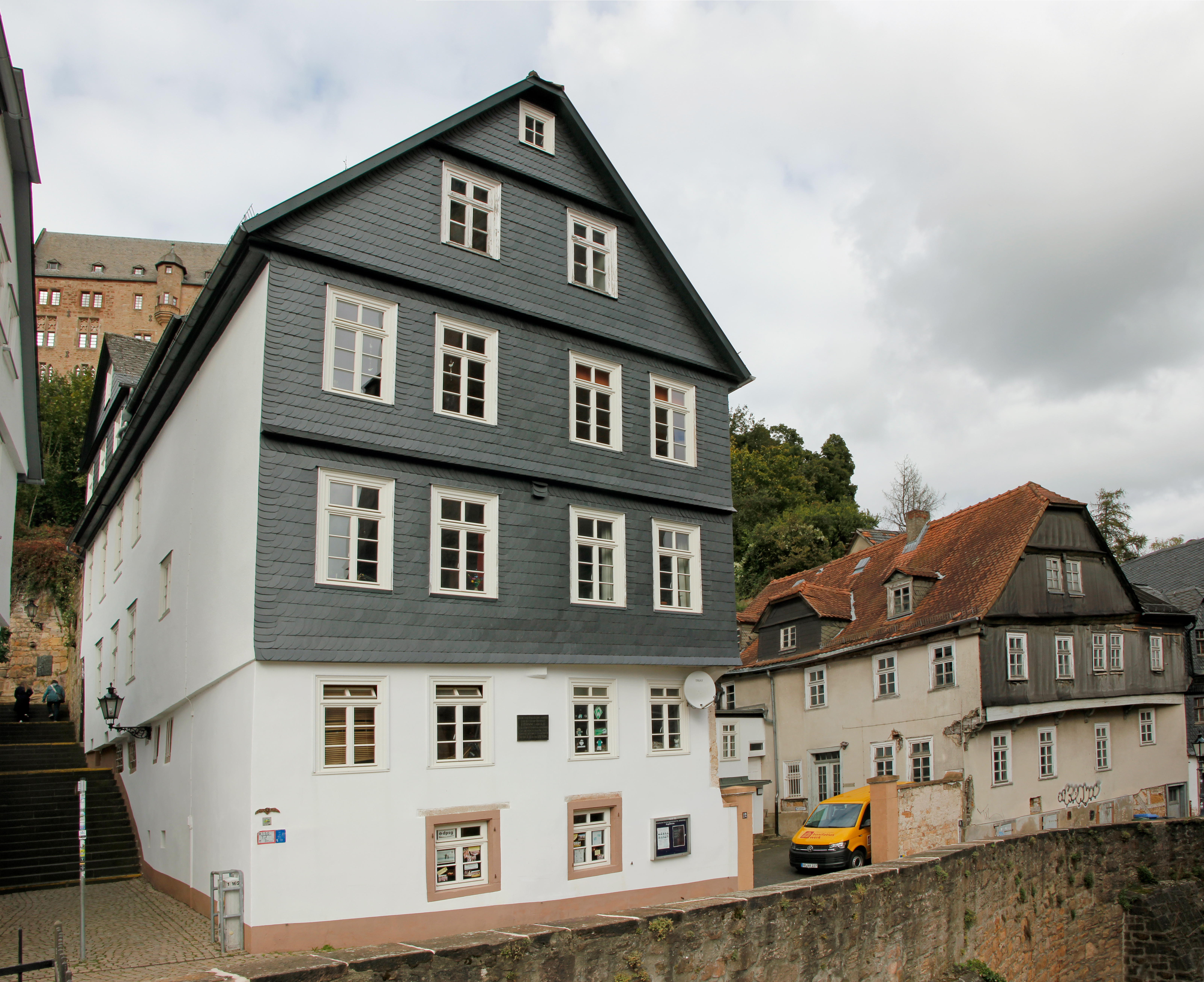
Wolffs ehemaliges Wohnhaus in der Ritterstraße 11 und 12

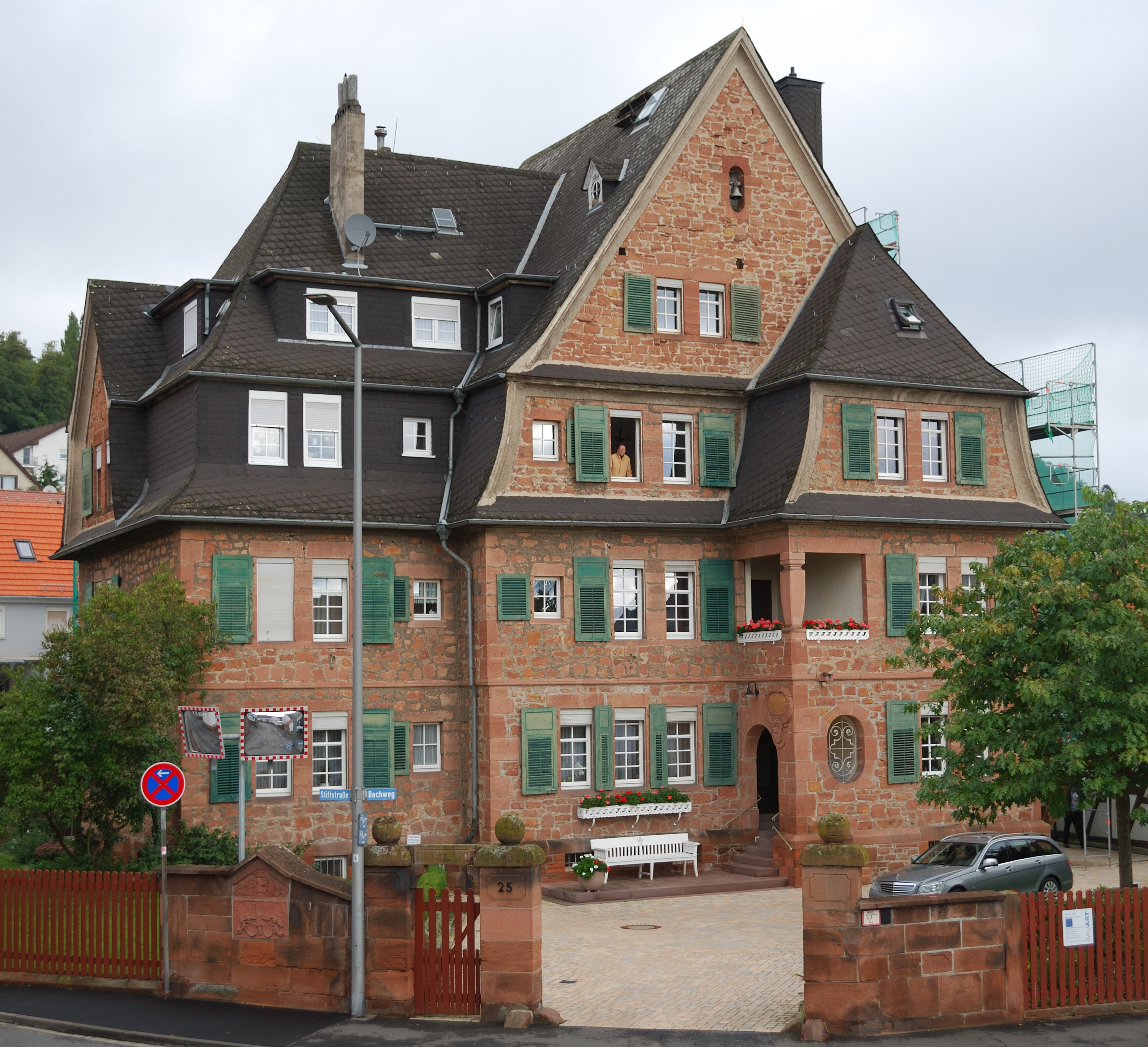
Wolffsche Stiftung in Marburg

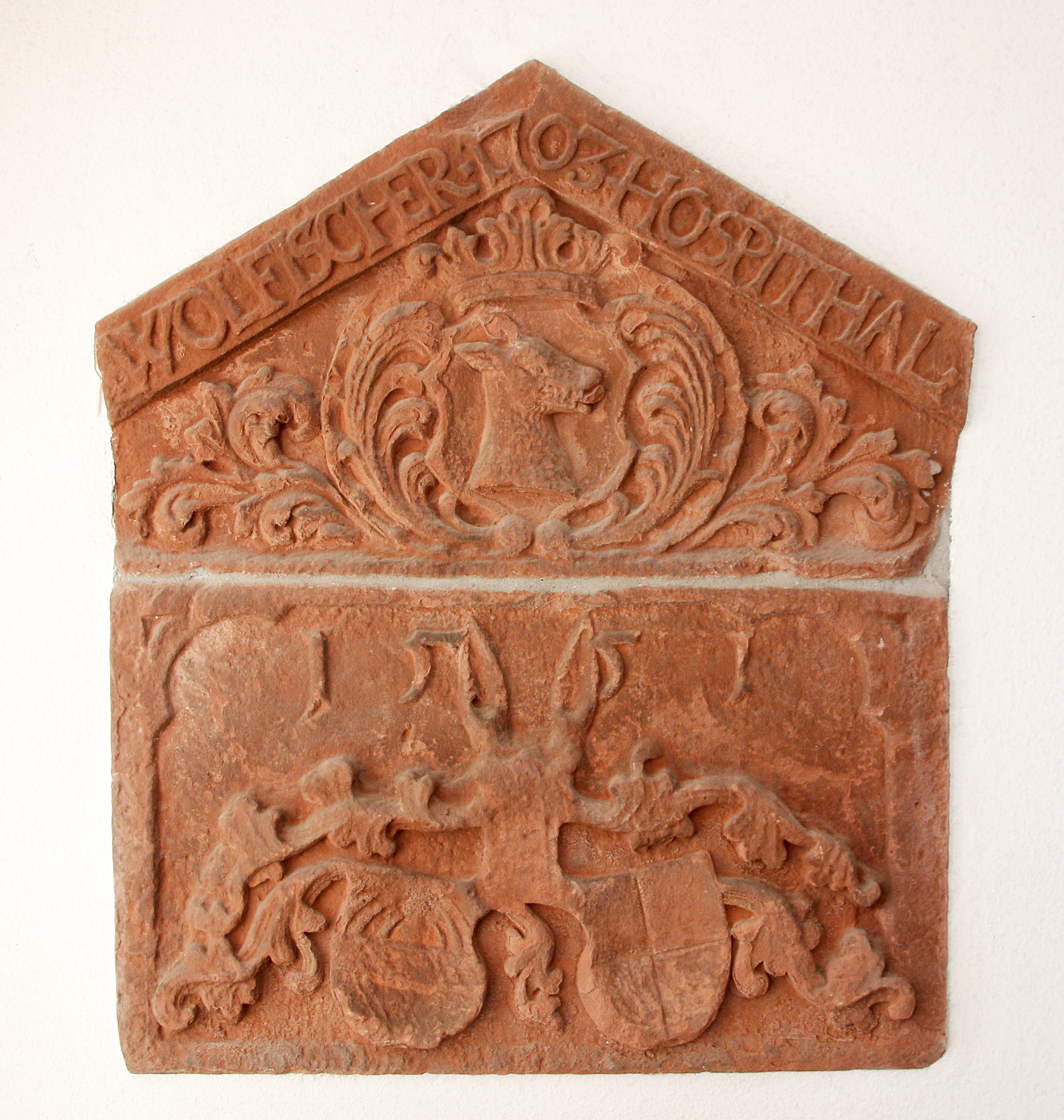
Wappenstein des Wolffschen Hospitals mit dem Wolffschen Wappen

## Leben
Johann Wolff entstammte einer wohlhabenden Marburger Bürgerfamilie. Sein Vater Jakob Wolff starb bereits 1566. Seine Mutter Elisabeth Mantels heiratete bald danach den Marburger Magister, Kaufmann und Ratsschöffen Justus Schröder. Johann besuchte das Pädagogikum (Gymnasium Philippinum) in Marburg und studierte Medizin in Heidelberg, Paris, Padua (1576) sowie in Basel, wo er am 12. März 1577 zum Dr. med. promoviert wurde. Am 7. Februar 1578 wurde er ordentlicher Professor der Medizin an der Universität Marburg. Er war fünfmal Rektor der Universität (1585/86, 1589/90, 1597/98, 1602, 1606) und vertrat sie auf den Landtagen 1597 und 1598.
Wolff setzte sich in Marburg für die Verbesserung der Hygiene in den Straßen zur Seuchenbekämpfung ein. Er veröffentlichte medizinische Schriften zu verschiedenen Themen, unter anderem über die Pest, die Melancholie und den Wildunger Sauerbrunnen. Ab 1586 bis zu dessen Tod 1604 war er zudem Leibarzt des Landgrafen Ludwig IV. von Hessen-Marburg. Danach wurde er Leibarzt von Landgraf Moritz von Hessen-Kassel bei dessen Aufenthalten in Marburg. Als es wegen der Einführung kalvinistischer Reformen in Marburg durch Landgraf Moritz 1605 zur Spaltung der Universität kam, ging Wolff nicht mit an die 1607 neu gegründete Gießener Universität, sondern blieb in Marburg. 1608 legte er seine Professur in Marburg nieder und beschränkte sich auf die Leibarztstelle und seine Privatpraxis.
Johann Wolff heiratete am 12. April 1577, vier Wochen nach seiner Promotion, die etwa gleichaltrige Witwe Christine Oldendorp, geborene Ulner († 1631). Sie brachte ein ansehnliches Erbe mit in die Ehe. Ihr 1566 verstorbener Vater Hermann Ulner war Professor der Grammatik und Hofgerichtsrat in Marburg sowie Waldeckischer Rat in Wildungen. Ihre ebenfalls 1566 verstorbene Mutter war die Tochter des Marburger Wollenwebers, Ratsherrn und Bürgermeisters Wigand Happel und Schwester des gleichnamigen Marburger Professors der Rechtswissenschaft und Hebraistik Wigand Happel. Außerdem besaß Christine das Witwengut aus ihrer ersten Ehe mit Theobald Oldendorp, dem mit 30 Jahren an der Pest gestorbenen Sohn des Marburger Juristen Johann Oldendorp. Nach ihrer Heirat nahm sie Johann Wolff in ihrem Haus auf, wo er als 24-jähriger junger Arzt praktizieren konnte. Erst nach dem Tod seiner Mutter 1583 war er selbst ein vermögender Mann und nicht mehr auf seine Frau angewiesen. Aus der Ehe gingen zwei Söhne und zwei Töchter hervor, die alle vor 1609 starben, ohne Erben zu hinterlassen. Die Tochter Katharina heiratete 1596 den Marburger Kanzleirat Heiderich Blanckenheim und starb bereits vor 1600.
Im Jahr 1582 erwarb Wolff das Scheuernschloßsche Anwesen von Johann Scheurnschloß zu Hachborn, einen Burgsitz in der Ritterstraße 11 und 12 am Marburger Burgberg als Wohnhaus für sich und seine Frau. Er ließ das Wohnhaus ausbauen und den Hang hinter dem Haus bis zum Schloss, den er vom Landgrafen als Geschenk erhielt, zum Garten umgestalten. Beim Landgrafen erreichte er, dass der offene Abfluss des "heimlichen Gemachs", also der Schlosstoilette durch einen Kanal geleitet wurde, um die Ritterstraße vom Gestank und "Unflat" zu befreien. Außerdem beteiligte er sich 1595 an den Kosten einer Frischwasserleitung vom Schloss zur Ritterstraße.
Am 27. Dezember 1592 kaufte Wolff von Bernhard Keudel, landgräflicher Statthalter in Kassel, das Rittergut in Ockershausen, das ehemals im Besitz der adeligen Hose von Ockershausen war. Da Keudels Verwandte dagegen protestierten, wurde Wolff erst 1609 als Eigentümer anerkannt. 1611 gründete Johann Wolff gegen den Widerstand seiner Frau dort den Wolffschen Fideikommiß, eine Stiftung für ein Armenhospital in Ockershausen, das dort bis heute als Wolff'sche Stiftung existiert. Deshalb kam es zu einem jahrzehntelangen Rechtsstreit zwischen den Eheleuten und ihren Familien, der erst 1685 beendet wurde. In der Folge wurde das Gut in Ockershausen halbiert und nur die zu Johanns Erbteil gehörige Hälfte wurde in ein Hospital, das heißt ein Heim für arme alte Männer und Frauen umgewandelt. Zu der Stiftung gehörte auch eine Stipendiatenstiftung. 
Johann Wolff starb 1616 mit 62 Jahren an den Folgen eines Unfalls. Seine Witwe Christine, die als reichste Frau Marburgs galt, heiratete 1619 in dritter Ehe den sehr viel jüngeren Georg von Lettow aus Pommern, der 1614 in Heidelberg promoviert und sich 1615 in Marburg immatrikuliert hatte. Er wurde 1628 Assessor am Marburger Hofgericht und stieg später nach Christines Tod 1631 zum Präsidenten des Gerichts auf.
Johann Wolffs älterer Bruder Lorenz Wolff (1549–1600), war ein Marburger Kaufmann und Schöffe. Johanns jüngerer Bruder Hermann Wolff (um 1560–1620) wurde 1591 ebenfalls Professor der Medizin in Marburg und 1597 unter Beibehaltung seiner Professur ebenfalls "Leibmedicus" von Landgraf Moritz von Hessen-Kassel. Deren Schwester Katharina Wolff war mit Arnold Creisser († 1594), Dr. jur., Rat und Prokurator in Marburg verheiratet.

## Schriften
- De sanguinis missione positiones. Disputationsthesen in Philosophie und Medizin an der Universität Basel, 2. März 1577 (online).
- De acidis Wildungensibus earumque mineris natura, viribus ac vsus ratione. / Johannis Vvolffii medici Hassiaci brevis explicatio [Kurze Erklärung des hessischen Arztes Johann Wolff über den Wildunger Sauerbrunnen, das Wesen seiner Inhaltsstoffe, seine Kräfte und die Art seiner Anwendung], Marburg : Augustinus Kolb, 1580.